# 950

## Догађаји
- Византијско-арапски ратови: Хамданидска војска (30.000 људи) коју предводи Саиф ал-Давла упада у византијску тему Анадолију. Побеђује Барду Фоку, али је потом у заседи на повратку и тешко поражен од Лава Фоке.
- 22. новембар – Краљ Лотар II умире у Торину (вероватно га је отровао Беренгар од Ивреје). Беренгар је крунисан за краља Италије и затвара Лотарову сада 19-годишњу удовицу Аделаиду на четири месеца у Комо.
- Болеслав I, војвода од Чешке, потписује мировни уговор са краљем Источне Франачке Краљевине Отоном I. Он постаје његов савезник, али вероватно није био приморан да настави са плаћањем харача.
- Хајнрих I, војвода Баварске, напада Западну Угарску, узимајући заробљенике и пљачку. Своје војводство увећава у ратовима са Мађарима.
- Царство Туи Тонга почиње да се шири у Тихом океану. Краљеви Туи Тонга оснивају престоницу у Муа на острву Тонгатапу.
- Вулкански комплекс Моунт Едзиза у Британској Колумбији, Канада, производи снажну ерупцију.